# Université Paris Cité
Université Paris Cité (U Paris Cité) – uniwersytet publiczny w Paryżu. Powstał w 2019 roku z połączenia Université de Paris V i Université Paris-Diderot.
Uczelnia składa się z trzech wydziałów:
- Wydział Zdrowia (Faculté de Santé)
- Wydział Nauk Społecznych i Humanistycznych (Faculté des Sociétés et Humanités)
- Wydział Nauk (Faculté des Sciences)